# Jaro Deppe
Jaro Deppe (* 10. April 1948 in Braunschweig) ist ein ehemaliger deutscher Fußballspieler. Der Stürmer absolvierte von 1967 bis 1973 für Eintracht Braunschweig 57 Spiele in der 1. Bundesliga und erzielte dabei 17 Tore.

## Laufbahn
Jaro Deppe, der beim SV Süd Braunschweig das Fußballspielen begann, spielte bereits in der Jugend für Eintracht Braunschweig. Sein Offensivtalent führte die Nachwuchshoffnung in die Jugendnationalmannschaft des DFB. Am 23. April 1966 stürmte er an der Seite der Mitspieler Horst Köppel, Rainer Budde und Hans-Jürgen Hellfritz im Angriff der DFB-Auswahl, die in Turin ein Länderspiel gegen Frankreich mit 0:1 Toren verlor. Zur Runde 1967/68 – es kamen noch Horst Berg, Gerhard Elfert, Michael Polywka und Burkhardt Öller nach Braunschweig – rückte er in den Bundesligakader des amtierenden Bundesligameisters auf. Er debütierte am 30. Spieltag, den 20. April 1968, in der Bundesliga unter dem Trainer Helmuth Johannsen beim 4:2-Sieg der Eintracht gegen Borussia Neunkirchen an der Seite von Horst Wolter, Lothar Ulsaß, Joachim Bäse, Klaus Gerwien und Hans-Georg Dulz. In der Bundesliga Chronik 1967/68 wird zu seinem Debüt festgehalten:

„Vor allem das Debüt des jungen Deppe war nämlich sehr beeindruckend. Mit seinem tollen Antritt und seinen beherzten Zweikämpfen bekam der Junge daher auch ein Sonderlob seines Mentors: ‚Auf Anhieb hat Deppe alle Erwartungen erfüllt. Hier haben wir einen sehr veranlagten jungen Stürmer, der einiges verspricht.‘“

 Drei Tage nach seinem Bundesligadebüt wurde er von Trainer Johannsen auch im Wiederholungsspiel des DFB-Pokals am 23. April beim 1. FC Köln eingesetzt. Die Eintracht verlor im Viertelfinale mit 1:2. In den restlichen Spielen der Runde kam er noch zu drei weiteren Einsätzen und wird so mit insgesamt vier Bundesligaeinsätzen geführt.
Im ersten Trainerjahr von Otto Knefler, 1970/71, schaffte er den Durchbruch zum Stammspieler. In 30 Einsätzen erzielte er elf Tore und die Eintracht belegte den vierten Rang. Nur Wolfgang Grzyb und Franz Merkhoffer bestritten alle 34 Ligaspiele. Neben Lothar Ulsaß (18) und Dietmar Erler (7) führte er die interne Torschützenliste an. Am ersten Spieltag der Saison, beim 3:3-Heimremis gegen den FC Schalke 04, schoss er das erste Saisontor. Gegen Borussia Dortmund (3:0-Sieg) und den MSV Duisburg (5:0-Sieg) zeichnete er sich als zweifacher Torschütze aus.
1971 wurde Deppe wegen seiner Beteiligung am Bundesliga-Skandal zu einer Geldstrafe in Höhe von 4400 DM verurteilt.
Ab der Saison 1971/72 begann dann eine Pechsträhne des Mittelstürmers. Monatelang wurde eine Bronchitis verschleppt, woraus sich dann mehrere Nasen-, Kiefer- und Rachenraumoperationen nachzogen. Deppe verlor dadurch fast gänzlich die zwei Runden 1971/72 und 1972/73, wo er nur zu insgesamt zehn Ligaeinsätzen mit zwei Toren kam.
Mit der Eintracht stieg er 1973 aus der Bundesliga ab. Zur Meisterschaft in der Saison 1973/74 in der Regionalliga Nord steuerte er nochmals in 19 Spielen elf Tore bei. Darunter waren auch drei Treffer am 20. Januar 1974 beim 7:1-Heimerfolg gegen den FC St. Pauli, als der Eintracht-Sturm sich in der Besetzung mit Hartmut Konschal, Deppe und Dietmar Erler als treffsicher präsentierte. In der folgenden Aufstiegsrunde zur Fußball-Bundesliga konnte er nur am Startspiel am 9. Mai 1974 in der Noris gegen den 1. FC Nürnberg teilnehmen. Eine erneute Verletzung ließ keine weiteren Ligaeinsätze mehr zu.
Der Offensivmann spielte von 1967 bis 1974 für Eintracht Braunschweig in der Bundesliga und der Regionalliga Nord und bestritt 78 Ligaspiele für die Eintracht, in denen er 28 Tore schoss. Davon waren 57 Einsätze in der 1. Bundesliga, in denen er 17 Tore erzielte. Ebenfalls wurde er viermal im DFB-Pokal eingesetzt. Bis 1976 stand er bei der Eintracht noch unter Vertrag. Unter Trainer Branko Zebec wurde er lediglich noch in Freundschaftsspielen eingesetzt.
Deppe war wohnhaft im Braunschweiger Stadtteil Watenbüttel und galt als eines der größten Braunschweiger Talente in der Nachkriegszeit.